# Procynozuch
Procynozuch (Procynosuchus) – cynodont z rodziny procynozuchów (Procynosuchidae); jego nazwa znaczy „wczesny pies krokodylowy”.
Żył w okresie późnego permu na terenach południowej Afryki i obecnej Europy. Długość ciała ok. 60 cm.
Stanowi ogniwo pośrednie w ewolucji od gadów ssakokształtnych do ssaków.
Gatunki procynozucha:
- P. delahareae (Broom, 1931)
- P. rubidgei (Broom, 1938)